# Dimitri Tsafendas
Demetrio Tsafendas (14. januar 1918 – 7. oktober 1999) dræbte i 1966 Sydafrikas statsminister Hendrik Verwoerd, med en dolk. Vervoerd var medvirkende til apartheid.